# ایوان کنونیانتس
ایوان کنونیانتس (ارمنی: Իվան Կնունյանց؛ روسی: Иван Людвигович Кнунянц؛ زاده ۴ ژوئن [سبک قدیمی: ۲۲ مه] ۱۹۰۶ - درگشته ۲۱ دسامبر ۱۹۹۰) شیمی‌دان، آکادمیسین آکادمی علوم اتحاد شوروی، سرلشکر و مهندس اهل ارمنستان شوروی بود که به‌طور قابل‌توجهی به پیشرفت شیمی شوروی کمک کرد. وی بیش از ۲۰۰ اختراع دارد که بسیاری از آن‌ها در صنعت اتحاد شوروی مورد استفاده قرار گرفتند.

## تحصیلات
او در سال ۱۹۲۸ از Moscow Bauman Highest Technical School فارغ‌التحصیل شد و شاگرد الکسی چی‌چی‌بابین، رئیس آزمایشگاه شیمی آلی و آنالیز عناصر بود.

## دستاوردها
وی یکی از پیشگامان ساخت پلی‌کاپرولاکتام (موسوم به نایلون ۶)، بنیان‌گذار مدرسه شیمی فلوئوروکربن شوروی، یکی از توسعه‌دهندگان اصلی برنامه جنگ‌افزارهای شیمیایی شوروی و همچنین پدیدآور چند داروی شیمی‌درمانی برای سرطان بود و روش ساخت «۵-هیدروکسی‌پنتات-۲-وان» را از اتیل استات و اتیلن اکساید مطرح و نحوهٔ استفاده از آن را در ساخت صنعتی ویتامین‌های گروه ب پیشنهاد نمود. گروه علمی تحت نظارت او، مواد شیمیایی حاوی فلورینی ساختند که دارای ریشه‌های نیترو، آمینوهیدروکسیل و ایزوکینولین بود.

## جوایز
او همچنین برندهٔ جوایزی همچون جایزه استالین در سال‌های (۱۹۴۳، ۱۹۴۸ و ۱۹۵۰) شده است.